# 九州大学マス・フォア・インダストリ研究所
九州大学マス・フォア・インダストリ研究所（マス・フォア・インダストリけんきゅうじょ、英: Institute of Mathematics for Industry）とは、九州大学の附置研究所であり、数学を応用して産業技術の基盤を創生し課題を解決することを目的とする研究所である。2011年設立。
略称はIMI（アイエムアイ）。
2013年より文部科学省の共同利用・共同研究拠点「産業数学の先進的・基礎的共同研究拠点」に認定されている。

## 概要
九州大学大学院数理学研究院を分割改組し2011年（平成23年）4月1日に設立された。
マス・フォア・インダストリ (MI, MfI) とは、産業界からの要請に応えるために純粋数学・応用数学を流動性・汎用性をもつ形に融合再編することで生まれる、未来技術の基盤となる数学の新領域のことである。産業技術からの要請による課題は、問題自体は明確なものの、数学的定式化がなされていないものも数多くある。
産業数学の研究所としてアジア初であり、日本の数学系の研究所としては、情報・システム研究機構統計数理研究所、京都大学数理解析研究所、大阪市立大学数学研究所、明治大学先端数理科学インスティテュートに続く5番目の設立である。
2013年（平成25年）4月1日、数学系では京都大学数理解析研究所に次ぐ2番目の文部科学省共同利用・共同研究拠点として、「産業数学の先進的・基礎的共同研究拠点」に認定されている。
アジア・太平洋地域との国際連携の枠組みとして、Asia-Pacific Consortium of Mathematics for Industry (APCMfI) の創立・運営に主導的に関わっている。

## 特色
数学の産業への応用研究を長期的に進めるために、純粋数学の研究者を配置している。欧米で盛んな応用解析だけでなく、統計学、代数学、幾何学などの広く多様な研究者を確保している。
産業界・他分野から数学研究へのフィードバックの場を設け、学術として新しい数学の問題を発掘したり萌芽を育成して数学を豊かにすることを重要視する。

## 協力・連携
産学官連携や国際協力を重視している。2018年9月末時点で22社と27の研究を実施中で、研究者の企業派遣も行っている。さらに福岡県糸島市の観光客誘致に協力しているほか、オーストラリアのラ・トローブ大学に分室を設けている。 

## 組織

### 部門
- 数学テクノロジー先端研究部門

：企業が抱えている数理的な課題に対して、企業や他分野研究者と共同研究・委託研究を行い、先導的数学技術を探求し解決を図る。
- 応用理論研究部門

：広汎な応用ができる数学技法の開発と理論を探求する。時には産業界・諸科学分野研究者との共同研究を行う。
- 基礎理論研究部門

：課題は明らかであるが、解決のための数学的手法が明らかでない場合の手法の基礎研究を行う。応用に関心のある純粋数学者を置き、革新的技術イノベーションを導く。
- 数理計算インテリジェント社会実装推進部門

：利便性の高い社会デザインのために、企業や研究所と共同研究を行いながら、高度な数学理論を社会実装する。先端的な数理モデルを用いてAIを進化させ、ソサエティー5.0に基づく超スマート社会建設を目指す。
- オーストラリア分室

：2015年3月ラ・トローブ大学（メルボルン、オーストラリア）に設置。オーストラリアで雇用した専任教員が常駐してオセアニア地域の研究機関との共同研究、学生交流や国際インターンシップなどの事業を推進するためのハブ機能を果たす。また、オーストラリア、ニュージーランドの有力研究機関との連携交流活動を統括する。
- 先進暗号数理デザイン室

：情報通信技術の進歩により用途が急速に拡大してきている暗号理論において、暗号方式の構築とその安全性評価には従来にない数学理論が必要となっている。国内外の研究機関や産業界および政府機関との連携し、安全性が高く多様な機能を有する次世代暗号をデザインすることを目指す。次世代暗号方式の国際標準に関与していく。
- 富士通ソーシャル数理共同研究部門

：九州大学、富士通株式会社、株式会社富士通研究所が2014年9月に設置した共同研究部門。人間の行動・心理をモデル化し、社会システムの施策や制度の設計を最適化するための数理技術の開発を目指す。分析・最適化・制御といったデータ利活用数理技術や経済学・心理学などの社会科学研究を融合した学際的研究を進め、社会的な制度や施策のデザイン技法の確立、およびその社会実践を行っていく。
- 連携推進・技術相談室

：産業技術と数学のインターフェイスとして、連携推進と技術相談の窓口を担う共同研究コーディネータを置く。
- 客員部門

：国内外の企業、研究所や他大学の研究者を招聘して最先端の課題を研究する。